# Olga Törös
Olga Törös (Debrecen, 4 de agosto de 1914 - Kecskemét, 16 de febrero de 2015) fue una gimnasta y medallista olímpica húngara en los Juegos Olímpicos de Berlín 1936.

## Biografía
Fue seleccionada para los Juegos Olímpicos de Berlín 1936 por una delegación que asistió a un torneo nacional que se celebró en su ciudad natal. Finalmente, participó en la modalidad de gimnasia por equipo, quedando en tercera posición tras Alemania y Checoslovaquia, obteniendo así la medalla de bronce.
Falleció el 16 de febrero de 2015 a los 100 años de edad.